# Sylvilagus
Sylvilagus (del latín sylvus, "salvaje", y lagus, "liebre", aunque es considerado conejo) es un género de mamíferos lagomorfos de la familia Leporidae que incluye 13 especies distribuidas por amplias zonas de Norte y Sudamérica, conocidos comúnmente como conejos de cola de algodón por la cola de denso pelo blanco, que queda levantada en algunas especies cuando corren o caminan. Sin embargo, se da el caso de que ni todos los integrantes del género tienen cola de algodón (caso de la especie Sylvilagus bachmani, de cola gris) ni esta característica se encuentra únicamente en ellas.
Aunque de fuerte parecido externo con el conejo europeo, los conejos de cola de algodón se diferencian fácilmente por la menor longitud de sus orejas y aspecto más rechoncho. No construyen madrigueras, como las liebres, pero son tan prolíficos y sus crías nacen tan desvalidas como las de los otros conejos. La especie más conocida y abundante es el conejo de Virginia (Sylvilagus floridanus), distribuido desde el sur de Canadá al norte de Colombia y Venezuela e introducido en algunas zonas de Europa con fines cinegéticos, aunque de forma tan escasa que no ha formado poblaciones estables con le excepción de Italia donde se ha establecido y sus poblaciones están en crecimiento.
Esta última especie era el portador original del virus de la mixomatosis, al cual es inmune. En 1951 se aisló dicho virus y se inoculó en los conejos cimarrones procedentes de Europa que infestaban Australia, con el fin de combatir sus estragos sobre el medio. Los conejos europeos, fuertemente vulnerables, se redujeron allí a razón de miles de ejemplares muertos cada año. Sin embargo, la introducción del virus en Francia poco después por un particular ha contribuido a diezmar la población de conejos del continente europeo con mayor virulencia incluso que en Australia, poniendo al borde de la extinción a varias especies depredadoras de conejos como el lince y águila imperial ibéricos.
Los conejos cola de algodón son bastante sociales y toleran la presencia de otros individuos de su especie en su territorio. Las especies difundidas por los desiertos de América del Norte son más gráciles y de pelo más corto que las más orientales, que lo hacen en bosques templados y subtropicales. Se alimentan de abundante materia vegetal y forman parte de la dieta de numerosos depredadores.

## Especies
Este género contienen las siguientes especies:
- Sylvilgus andinus
- Sylvilagus aquaticus
- Sylvilagus brasiliensis
- Sylvilagus dicei
- Sylvilagus insonus
- Sylvilagus palustris
- Sylvilagus gabbi
- Sylvilagus varynaensis
- Sylvilagus audubonii
- Sylvilagus cunicularius
- Sylvilagus salentus
- Sylvilagus sanctaemartae
- Sylvilagus incitatus
- Sylvilagus insonus
- Sylvilagus niceforis
- Sylvilagus parentum
- Sylvilagus floridanus
- Sylvilagus graysoni
- Sylvilagus surdaster
- Sylvilagus nuttallii
- Sylvilagus obscurus
- Sylvilagus holzneri
- Sylvilagus transitionalis
- Sylvilagus daulensis
- Sylvilagus tapetillus
- Sylvilagus bachmani
- Sylvilagus mansuetus
- Sylvilagus fulvescens